# Engadina Vermelha
A Engadina Vermelha é uma raça de ovelhas domésticas nativa da Suíça, originada do cruzamento entre as raças Bergamasca e Alpines Steinschaf na região da baixa Engadina e nas áreas fronteiriças de Tirol e da Baviera.